# Dorsiceratus octocornis
Dorsiceratus octocornis är en kräftdjursart som beskrevs av Drzycsimski 1967. Dorsiceratus octocornis ingår i släktet Dorsiceratus, och familjen Ancorabolidae. Arten har ej påträffats i Sverige.